# فیلیپه گورندز
فیلیپه گورندز (انگلیسی: Felipe Guréndez؛ زادهٔ ۱۸ نوامبر ۱۹۷۵) بازیکن فوتبال اهل اسپانیا است.
از باشگاه‌هایی که در آن بازی کرده‌است می‌توان به باشگاه فوتبال نومانسیا، باشگاه فوتبال اتلتیک بیلبائو، باشگاه فوتبال اوساسونا، و باشگاه فوتبال اتلتیک بیلبائو بی اشاره کرد.
وی همچنین در تیم‌های ملی فوتبال زیر ۲۱ سال اسپانیا و زیر ۲۳ سال اسپانیا بازی کرده‌است.